# Шидрозеро
Шидрозеро — озеро, расположено на северо-востоке Бокситогорского района Ленинградской области, в пределах Вепсовской возвышенности.
Площадь озера составляет 5,1 км², площадь водосбора — 123 км². Высота над уровнем моря — 200,1 м. Длина озера 4,8 км, ширина в центральной части достигает 2 км.
Водоём имеет неправильную форму, с изрезанной береговой линией. Берега низкие, местами заболоченные. На западном берегу находится деревня Прокушево. На озере три острова, наиболее крупный, Сурсари, расположен в центральной части. На северо-востоке впадает река Шяймерка, на западе вытекает река Лидь, относящаяся к бассейну Волги.
На берегах обитают чернозобые гагары, чомги, серые цапли и лебеди-кликуны. В июне 2016 года в Шидроозеро были выпущены личинки судака, выращенные на рыбоводном предприятии в Ленинградской области.